# ラインホルト・ミッターレーナー

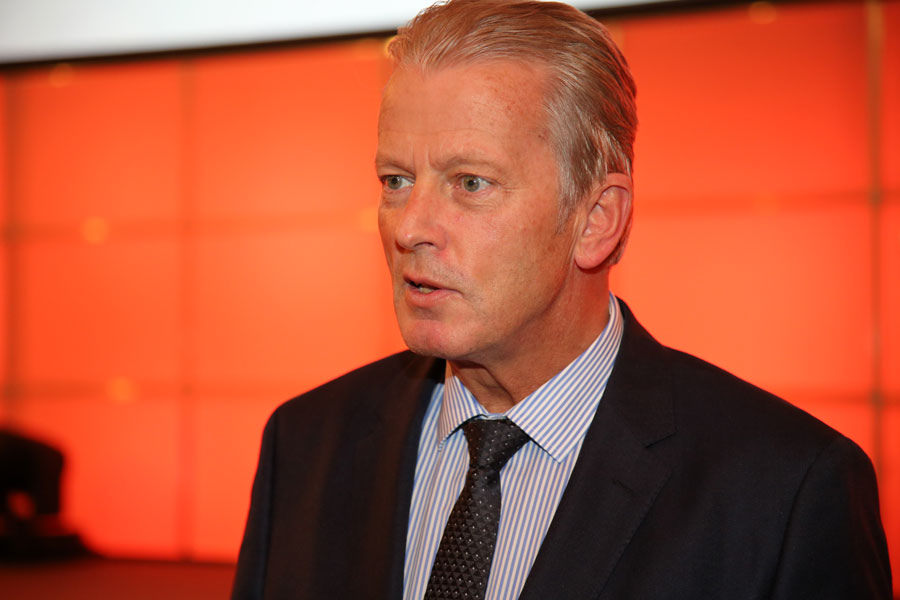
ラインホルト・ミッターレーナー（2015年）

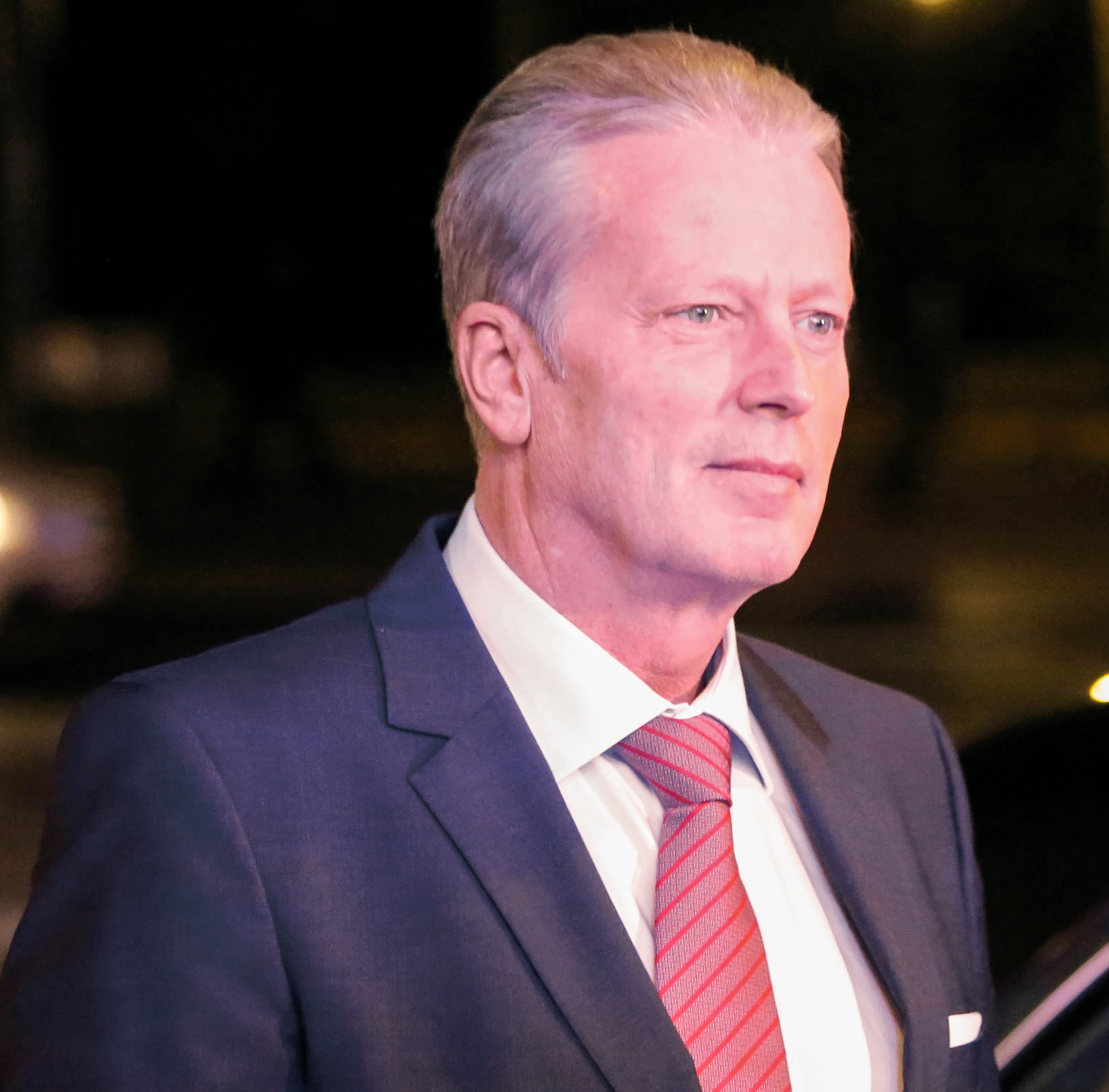
ラインホルト・ミッターレーナー（2012年）

ラインホルト・ミッターレーナー（Reinhold Mitterlehner、1955年12月10日 - ）は、オーストリアの政治家。副首相、オーストリア国民党党首を歴任。
ファイマン連邦首相の辞任後、フィッシャー連邦大統領から政権の運営を暫定的に任され、ケルン連邦首相の就任までその職責に就いた。

## 来歴
オーストリア北西部オーバーエスターライヒ州のヘルフェンベルクに生まれた。1974年からリンツ大学に在籍し法学を学び、1980年に博士号を取得後、フリブールの大学院でマネジメントを専攻した。
1980から1992年まではオーバーエスターライヒ経済会議所に在籍し、マーケティングなどを担当した。その後2000年までオーストリア経済同盟の筆頭執行役を務め、2008年まではオーストリア経済会議所の事務局長代理の職にあった。

## 政治活動
1991年から1997年までアホルンの地区議員を務めた後、2000年1月8日から2008年までオーストリア上院議員を務めた。
2014年8月26日、ミヒャエル・シュピンドレッガースが電撃的に副首相・財務大臣及び国民党党首を辞任したことを受けて、副首相及び同党党首に就任した。

### 閣僚経験
| 職名                                             | 在任期間                       | 備考                    |
| ------------------------------------------------ | ------------------------------ | ----------------------- |
| 経済・労働大臣                                   | 2008年12月2日 - 2009年2月28日  | 第1次ファイマン内閣     |
| 経済・家族・青年大臣                             | 2009年3月2日 - 2013年12月16日  | 第1次ファイマン内閣     |
| 経済・家族・青年・科学・研究大臣                 | 2013年12月16日 - 2014年2月28日 | 第2次ファイマン内閣     |
| 経済・科学・研究大臣                             | 2014年3月1日 - 2014年8月31日   | 第2次ファイマン内閣     |
| 副首相 兼 経済・科学・研究大臣                   | 2014年9月1日 - 2016年5月8日    | 第2次改造ファイマン内閣 |
| 暫定内閣執行筆頭・副首相 兼 経済・科学・研究大臣 | 2016年5月9日 - 2016年5月17日   | 暫定政権                |
| 副首相 兼 経済・科学・研究大臣                   | 2014年5月17日 - 2017年5月17日  | ケルン内閣              |

## 政策と政治感
国内売上高の60％を占める同族企業を擁護する立場にあり、さらなる官僚主義と規制要件の撤廃を推進すべきであるとしている。また、大西洋横断貿易投資パートナーシップ協定（TTIP）の締結にあたっては参加に前向きな姿勢を示し、「経済危機を切り抜ける有効な手段」と評している。
女性の起用や社会的な立場向上については前向きで、「国民党も若く、女性的になっていく、もっと女性が責任感と自発的で信念に基づいて政治的な役職に就くことがわれわれにとって悦ばしく必要なことである」としている。党内での反発を受けつつも、同性婚に関しては前向きな立場にある。

## 対日観
2009年に来日の際は、「オーストリアの観光産業にとって、日本は米に次ぐ大きな市場」と語っているが、ベルリンで行われた国際観光メッセ (de) の際には訪墺が増えつつある中国人を「新たな日本」と称している。

## 評価
リベラルな現実家とされており、世界は常に迅速に変化しており、以前のままであってはならない、ムスリムも含めオーストリアはマルチカルチャーな国であると語っている。

## 私生活
妻のアンナ＝マリアとの間に2人の娘がおり、前妻との間にも1人の娘がいる。
学生時代の呼び名である”ジャンゴ”の愛称で呼ばれることがあり、本人は当時髪が長く、西部劇映画のジャンゴにイメージが重なっていたのだろうと語っている。

## 参照
1. ↑  2014年3月1日の省庁統廃合・新設に伴う担当閣僚の改組によるもの
2. ↑  Wirtschaftsblatt.at 電子版　2017年5月17日附
3. ↑  ＮＥＷＳ電子版 2016年2月22日附　『米との自由貿易を推進するミッターレーナー』
4. ↑  オーストリア国民党の広報サイト
5. ↑  Die Presse 電子版　2015年2月5日附　社説
6. ↑  APA-OTS 2009年9月30日附　『日本はオーストリアの観光産業にとって重要な市場』
7. ↑  Heute 電子版 2016年3月9日附 『中国は新たな日本』
8. ↑  クライネツァイツング　電子版　2015年1月25日　『国民党のリベラルな解放派』
9. ↑  2014年9月6日　クリーア電子版　『糸きれよりもジャンゴの方が気に入った』